# NGC 2949-1
NGC 2949 (другие обозначения — ZWG 92.25, PGC 27579) — пара линзовидных галактик (S0) в созвездии Льва. Открыта Альбертом Мартом в 1864 году. Пара также имеет название PGC 27579, при этом галактики, входящие в неё, называются PGC 1516936 и PGC 5067067. Галактики расположены близко друг к другу на небе и находятся на похожих расстояниях, но отсутствие видимых признаков взаимодействия говорит о том, что они находятся на некотором расстоянии, около 15 миллионов световых лет.
По другим данным, обозначение NGC 2949 относится к одиночной спиральной галактике галактике PGC 27573, расположенной севернее.

Этот объект входит в число перечисленных в оригинальной редакции «Нового общего каталога».